# Паша Техник
Па́ша Те́хник (настоящее имя — Па́вел Никола́евич И́влев; 1 июля 1984, Москва, СССР — 5 апреля 2025, Пхукет, Таиланд) — российский рэпер, автор текстов, битмейкер, музыкальный продюсер и шоумен. Лидер и один из основателей рэп-группы Kunteynir, после распада которой в 2016 году продолжил сольную карьеру.
Был известен своим эпатажным поведением и нарочито провокационным творчеством с обилием нецензурной лексики. Среди основных тем его творчества были наркомания, национализм, чёрный юмор. Часто называется одним из наиболее значительных рэперов в хип-хоп-андеграунде России. С конца 2010-х годов получил медийную популярность, появляясь во множестве интернет-шоу, цитаты из которых стали мемами.

## Биография

### Ранние годы
Родился 1 июля 1984 года в Москве. Мать — Надежда Александровна, работала бухгалтером, а отец — торговым представителем. Семья жила в районе Лефортово. В школьные годы принимал участие в соревнованиях по плаванию, где занимал первые места, несмотря на лишний вес. Посещал художественную школу, секции по тхэквондо и баскетболу. В 10 классе из-за неуспеваемости по химии и литературе его оставили на второй год. Получил диплом переводчика в Институте экономики и культуры, по собственному заявлению, — за взятки.
Ещё в школе начал слушать русский хип-хоп и, в частности, рэп-группы Bad Balance, D.O.B., «Рабы лампы». В 2000 году приобретал аудиокассеты с записью рэпа в офисе лейбла RAP Recordz, который располагался в подвале на Таганке. Прозвище «Техник» появилось у музыканта после регистрации под никнеймом technique на популярном рэп-форуме hip-hop.ru в 2002 году.

### Kunteynir (2002—2008, 2013—2016)

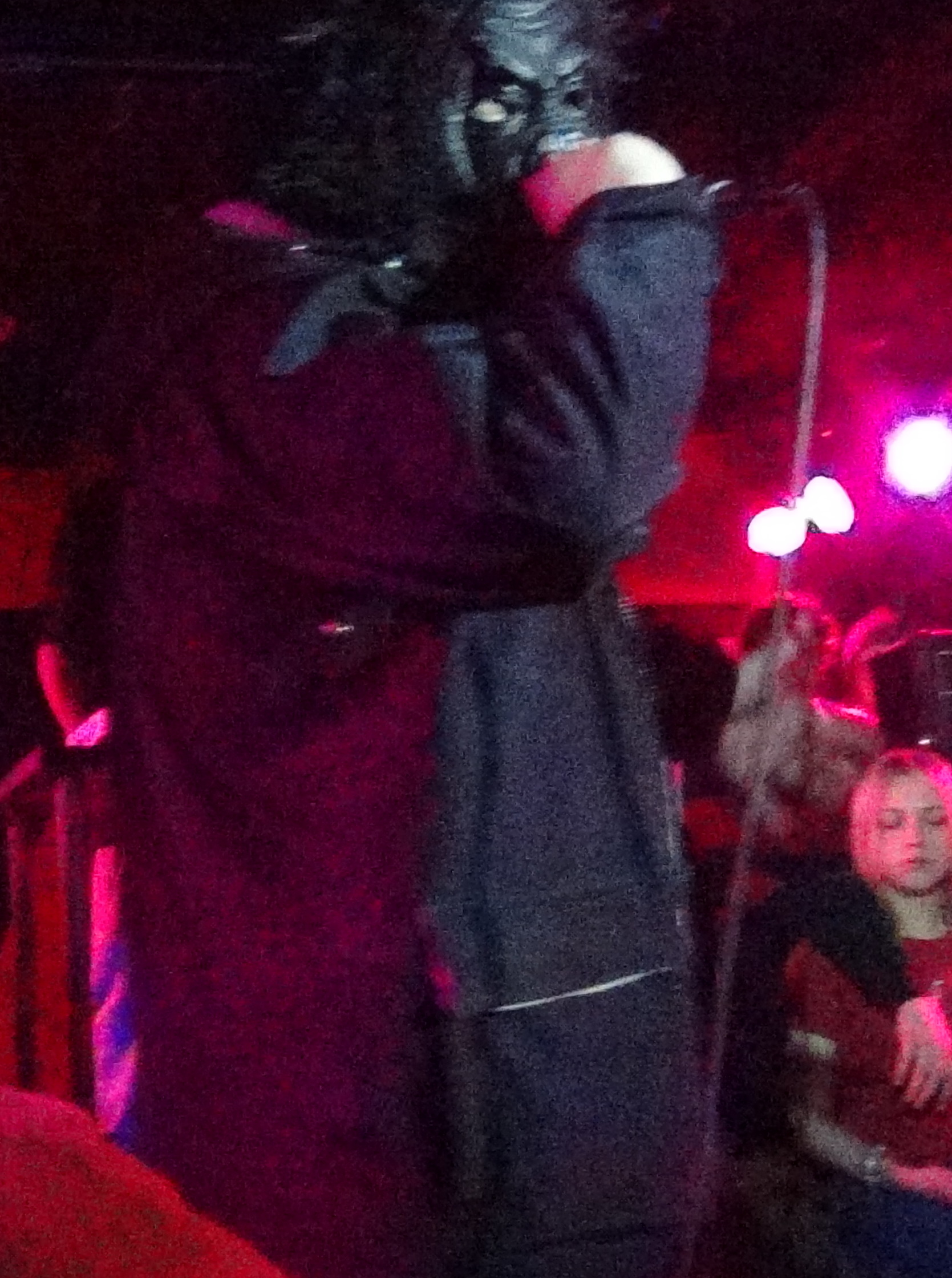
Паша Техник, выступающий в маске обезьяны в 2015 году

В 2002 году вместе с рэпером МС Смешной создал рэп-группу Kunteynir. В 2003 году Техник начал осваивать программу для написания музыки Fruity Loops. Дебютное выступление Kunteynir состоялось на презентации альбома группы «Дымовая завеса» в московском клубе Downtown 29 апреля 2004 года, где дуэт выступал на разогреве и был принят публикой холодно. Именно на нём Паша Техник впервые вышел на сцену в маске обезьяны, которая стала его сценическим образом вплоть до начала сольной карьеры. 24 июня 2004 года лейбл RAP Recordz выпустил дебютный альбом дуэта — «Эдвард Руки-ножницы-бумага». Альбом записывался в домашних условиях. Все тексты написал Техник, а музыку создал битмейкер Radj из канадской рэп-группы эмигрантов DaBro. Тираж альбома составил 500 экземпляров. Обложка диска была отпечатана на дорогом картоне для визиток и изображала розовую марку. По мнению Николая Редькина, в музыкальном плане — это «андеграундный бум-бэп с шипением винила», «абсурдный смешной рэп». После выхода альбома МС Смешной покинул проект и к Паше Технику присоединился MC Блёв.
24 сентября 2004 года Техник принял участие в первом раунде пятого официального MC-баттла сайта Hip-Hop.Ru, где диссил рэперов Drago и ST1M, а также пользователя по имени Strike, ныне известного как Замай (трек «Если б я был султан»). Для следующего альбома группы под названием «В гавно» (2005) Техник создал почти всю музыку сам и украсил песни экспериментальным IDM-саундом. Следующие альбомы группы Kunteynir — «Вес» (2006) и «Блёвбургер» (2007) — продолжали саунд-эстетику альбома «В гавно», но в текстах вместо абсурдного юмора появился натурализм, порой совсем уж отталкивающий. Среди основных тем творчества фигурировали наркомания, национализм, чёрный юмор. Идеями Kunteynir вдохновлялись московские рэп-группы «Чёрная экономика» / «Рыночные отношения», проект из Братска «Бухенвальд флава» и петрозаводская группа The Chemodan Clan, чьё раннее творчество сильно навеяно Техником. 18 июля 2008 года группа Kunteynir опубликовала для бесплатного скачивания пятый студийный альбом «5 лет», состоящий из 29 треков.
В 2008 году группа Kunteynir распалась из-за тюремного срока Техника по статье за хранение и распространение наркотиков, но в 2013 году, после освобождения из заключения, Техник вновь собрал её. После тюрьмы какое-то время работал упаковщиком зубной пасты. 15 июля 2013 года «Студия „Союз“» выпустила альбом «5 лет» на компакт-дисках, а 9 июня 2014 года — шестой по счёту альбом группы Kunteynir — «Основа».
18 мая 2014 года Техник принял участие в рэп-баттле против петербургского рэпера Брола на площадке Versus: он вышел на сцену с кружкой пива и вылил его на первые ряды зрителей, а также снял штаны и показал зрителям пенис сквозь трусы, чем вызвал негативную реакцию публики. Помимо этого, во время всего выступления он бросал различные предметы в зрителей, среди которых: фаллоимитатор, банан, соль для ванн и диски группы Kunteynir. В итоге победу одержал Брол, но это выступление заложило основу будущей интернет-популярности Техника. Он стал записывать со всеми желающими совместные треки за 50 долларов, охотно давал интервью, снимал для YouTube поздравления и видеообращения, а также делал смешные рекламы магазинов одежды. Техник обрёл поклонников в среде других рэперов: Федук начал своё выступление на Versus фразой «Я пришёл сюда отомстить за Техника» (28 сентября 2014 года). Затем последовали признания таланта от ЛСП, Pharaoh и Фейса (Фейс отреагировал на видеоклип Техника словами «Пашок — легенда!»).
В 2015 году Техник записал несколько сольных и совместных песен. В 2016 году Kunteynir выпустил мини-альбом «Последняя запись», после чего группа распалась.

### Сольное творчество (2017—2025)
Со второй половины 2010-х годов был гостем в ряде интернет-шоу, включая шоу Максима Галкина, Бустера и Басты. Множество цитат Паши Техника из них стали мемами и крылатыми фразами: «людского во мне дохуя», «старина, съеби нахуй», «ты, по-моему, перепутал» и другие.
В 2017 году выпустил двойной сольный альбом «Статистика гуся» и два видеоклипа на песни «Гречка» и «Нужен Ксанакс».

В 2018 году издательство Molot Hardcorp выпустило серию комиксов про вымышленную жизнь Паши Техника. В 2018 году запустил собственное шоу на YouTube «В поисках лёгких денег», записал альбом «Ru$$ian Tre$hmvn» и дебютировал в кино в короткометражном фильме Игоря Беляева «Затерянный в темноте».
В 2019 году записал совместный с Conductor MC мини-альбом «Веснушки». 20 апреля того же года Паша Техник победил Михаила Вахнеева в рестлинг-матче на шоу «Высокие ставки» Независимой федерации реслинга. В том же году выступал на благотворительном концерте «#Саша Скул вылечись» в поддержку Саши Скула, который в то время болел раком. 30 октября в сотрудничестве с группой Beatdown Heroes выпустил совместный трек «Фрэнки Касл». Также в 2019 году один матч проработал талисманом ФК «Крылья Советов».
В 2020 году выпустил альбом «В крови», записанный совместно с LuckyProduction. 10 июля того же года андерграунд-группа Kunteynir выпустила новый альбом «Дорога в облака».
С 2021 года выпускал собственный энергетический напиток «Заряженка». С того же года владел баром в центре Москвы под названием «Техник Паб».
В 2022 году вышел альбом «Кипятильник». В записи участвовали Metox, Раскольников, MC Кальмар, Zalina Zalipla, Маркус Твен и МС Случайный. Летом того же года участвовал в поп-ММА проекте «ARENA», где дрался против рэпера Дяди Джей Ай. 11 октября вступил в медиафутбольный клуб GOATS. 24 октября того же года Павла исключили из клуба за неспортивное поведение.
24 февраля 2023 года вышел посмертный альбом Саши Скула «Пасха мёртвых» при участии Паши Техника. В марте того же года Техник выпустил свою линейку парфюмов «Pasha Technique 1984» и «Milf Only». 3 ноября выпустил альбом «Что-то с чем-то».
8 июля 2024 года выпустил совместный альбом с Марком и Metox «Каптёрка. Чай втроём». В марте 2025 года вышел мини-сериал «Октагон», в котором сыграл Паша Техник.

### Смерть и похороны

#### Смерть
24 марта 2025 года у Паши Техника, находившегося в тот момент в Таиланде, случился инфаркт на фоне передозировки наркотиков, но его окружение не доставило его в больницу. 27 марта был госпитализирован и подключён к аппаратам ИВЛ и ЭКМО. Рэпер впал в кому, ему диагностировали пневмонию, сепсис, полиорганную недостаточность, острый респираторный дистресс-синдром и острое повреждение почек. 28 марта у Ивлева перестали функционировать лёгкие и начались проблемы с сердцем. 29 марта ряд источников СМИ распространили информацию о церебральной смерти Паши Техника, но его близкие быстро опровергли эту информацию. 31 марта в Таиланд отправился анестезиолог-реаниматолог из Института Склифосовского. Отмечалось, что пневмония поразила почти 100 % лёгких рэпера. Сбором средств на лечение занимался проект «Выжившие». По словам экс-супруги, Ивлев употреблял кодеин, смешивая с кетамином, хотя накануне его кодировали от опиатов. Она утверждала, что Паша Техник захлёбывался рвотой, от чего у него началась бактериальная пневмония. 4 апреля Ивлев пережил клиническую смерть, после которой его состояние ухудшилось. Окружение рэпера планировало его транспортировку в госпиталь в Бангкоке. После клинической смерти у него начался пневмоторакс.
5 апреля в 01:30 по местному времени Паша Техник умер на Пхукете из-за септического шока, вызванного острой дыхательной недостаточностью, острой почечной недостаточностью и неуточнённой пневмонией. Смерть подтвердили в генеральном консульстве России в Пхукете. В свидетельстве о смерти также было указано, что у рэпера ещё до комы прогрессировал рак лёгкого.

#### Похороны

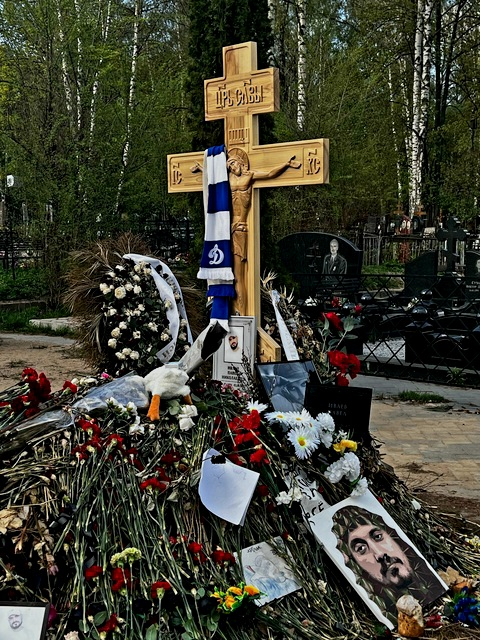
Могила Паши Техника на Николо-Архангельском кладбище

9 апреля тело Ивлева было доставлено в Москву самолётом из Пхукета. Отпевание и прощание прошли 11 апреля в храме Петра и Павла в Лефортове. Похоронен на Николо-Архангельском кладбище в Балашихе, Московская область. На прощание пришло около 15 000 человек. Очередь тянулась от станции метро Лефортово до храма, фанаты рэпера перекрыли Солдатскую улицу, мешая проезжающим машинам и трамваям, люди залезали на деревья и крыши домов, скандировали имя рэпера и рисовали граффити, пять человек были задержаны, среди задержанных — Максим Урядов, руководитель проекта «Выжившие».

#### Граффити на стене Цоя
12 апреля 2025 года фанаты Виктора Цоя заметили на стене памяти Цоя огромную надпись «Техник» прямо под портретом лидера группы «Кино». По данным с камер было установлено, что надпись «Техник» неизвестный нанёс ещё 10 апреля около двух часов ночи, а заметили её только спустя два дня. В ночь с 12 на 13 апреля художник Роман Яковлев перекрыл надпись плакатами с изображением Цоя, показывающего средний палец, а также оставил надписи «Паша Техник мёртв, Виктор Цой жив». Появление надписи в честь Паши Техника художник назвал вандализмом. Позже присоединились другие художники, которые полностью закрасили граффити «Техник» и восстановили один из портретов Цоя. Несколько известных музыкантов, в числе которых Сергей Галанин, Сергей Бугаев («Африка») и Лука Сафронов-Затравкин, назвали произошедшее вандализмом.

### Посмертные релизы
В апреле 2025 года появился сингл «В Норме», записанный совместно с ТВЁРDЫЙ ZНАК и представляющий собой обновленную версию песни из альбома «Папа Молод», ранее выпущенного этой группой. Свой куплет Паша Техник отправил 21 марта. Композиция сочетает чёрный юмор и гротеск, в записи Паши Техника звучат слова «я в норме, даже если в коме...». Трек был опубликован 11 апреля, в день прощания с музыкантом.
23 апреля того же года на YouTube-канале проекта «Выжившие» вышел документальный фильм о рэпере. 25 апреля рэпер Баста в рамках проекта Gorilla Zippo выпустил клип «Туда-сюда» с 75-ю знаменитостями, включая Пашу Техника. 2 мая того же года группа Kunteynir выпустила трек «Помним» в честь Техника.

## Личная жизнь
С 2015 по 2023 год был женат на Карине Мельничук (род. 1994), с которой познакомился в 2012 году. Сын Иван (род. 2019). Причиной развода стала наркотическая зависимость и измены Ивлева. После развода пара сохранила близкие отношения.
В 2022 году встречался с Катей Лоли. С ноября по декабрь того же года Паша встречался с трэш-блогершей Юлей Финесс. С начала 2025 года до своей смерти Ивлев встречался с эскортницей, известной как Кристина Лекси.
Ивлев был частью околофутбольной среды, посещал матчи московского «Динамо». На протяжении всей карьеры Ивлев обладал узнаваемым стилем в одежде, предпочитая бренды Stone Island, C.P. Company и Burberry.

### Наркотическая зависимость
С 14 лет Павел Ивлев страдал наркотической зависимостью. Он регулярно появлялся в состоянии наркотического опьянения на различных интервью, открыто рассказывал о зависимости. По его словам, активная зависимость началась с 2013 года, после того как он вышел из колонии. С 2015 года активно злоупотреблял препаратом «Ксанакс». Летом 2018 года проходил лечение в наркологической клинике.
Я ничего не колол, но что есть — я всё пробовал.

11 ноября 2021 года Ивлев насильно был отправлен в рехаб на два месяца. 10 января 2022 года покинул его.
Если брать меня, то мне грустно — наркотики, весело — тоже наркотики, страшно — наркотики. Я эти чувства трезвым не проживал никогда. И я не хочу. А почему? Потому что я боюсь, что меня там ждёт. А почему я боюсь? Чего я боюсь, если я этого не пробовал?
7 октября 2022 года из-за злоупотребления наркотическими препаратами Ивлев впал в кому. До этого в течение месяца у него были приступы эпилепсии. Павел Ивлев был подключён к аппарату ИВЛ, у него были выявлены пневмония и пневмофиброз, также переломан нос. 8 октября, по сообщениям менеджера, Ивлев пришёл в сознание. В тот же день был выписан из больницы. 6 ноября того же года дважды упал в обморок и вновь был отправлен в рехаб.
С 2024 года вместе с проектом «Выжившие» ездил в реабилитационные центры и выступал перед зависимыми.

## Взгляды
В 2015 году выступил против аннексии Крыма, что подтвердил на интервью проекту «The Люди» в 2018 году:
Не вижу в этом присоединении ничо.. смысла.. испортили только отношения с Украиной. Если раньше отсоединился, то чо его присоединять. Тогда можно дальше уже присоединяться. Всех присоединять.
В июне 2020 года выпустил видео в поддержку поправок к Конституции России, в куплете он предлагает собственные поправки — про легализацию наркотиков и мизогинию. По словам рэпера, он сделал это за 3 млн рублей.
В 2024 году Паша Техник открыто высказывался в поддержку вторжения России на Украину. В одном из подкастов заявил, что не покидал Россию, в отличие от тех, кто уехал в другие страны после начала конфликта, отметив: «Будь что будет, я здесь остался, и я верю, что всё будет — ну, здесь, у нас по крайней мере, хорошо». Также в 2024 году рэпер ездил в детские дома Донбасса и пожертвовал более 1 млн рублей 106-й воздушно-десантной Тульской дивизии и 1182-му артполку.
Кроме того, в 2024 году записал неизданный трек, посвящённый российско-украинской войне. В композиции с жёстким электронным звучанием он использовал элементы милитари-семплов и тексты, выражающие поддержку российским военным. По словам участников музыкального проекта, вся выручка от возможного релиза трека должна пойти сыну Ивлева.
Сибирский рэпер Василий Кошелев считает, что у Техника не было активных политических убеждений, его участие в кремлёвских проектах он обуславливает гонорарами.

## Критика
Влиятельное музыкальное издание Pitchfork в 2010 году опубликовало статью о московской электронной сцене, где группу Kunteynir назвали «легендой андеграунда», а альбом «Пять лет» — шедевром.
Бывший редактор The Flow и Rap.ru Николай Редькин назвал Техника середины 2000-х годов «наслушанным, очень эрудированным меломаном, который копал новую музыку и хорошо разбирался в немейнстримовом хип-хопе». Редькин также называл Техника одним из самых интересных битмейкеров в русском рэпе.

## Скандалы

### Проблемы с законом
В 2008 году был арестован по обвинению в хранении и распространении наркотиков. В 2009 году был приговорён к пяти годам лишения свободы в колонии строгого режима, отбывал заключение в Карелии. Продолжил употребление наркотиков в тюрьме. Вышел на свободу в 2013 году.
В 2018 году в интервью журналу «Нож» Ивлев заявил, что ему запретили въезд на Украину: по его словам, об этом он узнал, когда попытался поехать к своей тёще.
В декабре 2019 года Павел Ивлев был лишён водительских прав на год и семь месяцев и оштрафован на 30 тысяч рублей за ДТП в состоянии алкогольного опьянения.
17 июня 2020 года был задержан в Балашихе за повторное вождение автомобиля в состоянии опьянения, в сентябре 2020 года ему был вынесен приговор в виде лишения свободы на 11 месяцев и запрета на вождение автомобиля на два года. 23 августа 2021 года Павел вышел из тюрьмы.
7 июля 2023 года Ивлев был арестован на 13 суток за демонстрацию нацистской символики: на руке исполнителя была набита татуировка с изображением героя мультфильма Карлсона с пропеллером в форме свастики.
В декабре 2023 года глава Лиги безопасного интернета Екатерина Мизулина пожаловалась в МВД России на рэпера в связи с пропагандой запрещённых веществ в песнях, в магазинах по продаже наркотиков и распространения порнографического и другого деструктивного контента. После требования Мизулиной Павел ничего не удалил и не почистил.
В ноябре 2024 года Фрунзенский районный суд города Владимира признал музыканта виновным в пропаганде наркотических средств в музыке и оштрафовал его на 20 тысяч рублей.
9 февраля 2025 года Карина Мельничук написала в блоге, что вызвала Росгвардию из-за буйства Ивлева, который избил её на глазах сына. Сотрудники Росгвардии, пояснила она, только сфотографировались с Ивлевым и уехали. Спустя день Мельничук опубликовала фотографию из полицейского участка, пояснив, что написала заявление на экс-супруга. Ивлев заявил, что история была полностью выдумана девушкой, чтобы выпросить у него деньги.

### Инциденты
В феврале 2017 года приехал с концертом в Воронеж, где на него было совершено нападение: толпа неизвестных напала на Ивлева, била его фаллоимитатором и снимала всё на камеру, заставляя извиняться перед Мишей Маваши за пост, где Ивлев его оскорбляет.
В сентябре того же года слил в сеть интимные фотографии Oxxxymiron'а со своей бывшей девушкой.
В октябре 2021 года на шоу «Наше дело» был избит Михаилом Лазутиным из движения «Лев против».

## Дискография

### Студийные альбомы
| Год  | Название                     | Комментарий                                                                |
| ---- | ---------------------------- | -------------------------------------------------------------------------- |
| 2004 | «Эдвард руки ножницы бумага» | В составе Kunteynir                                                        |
| 2005 | «В гавно»                    | В составе Kunteynir                                                        |
| 2006 | «Вес»                        | В составе Kunteynir                                                        |
| 2007 | «Блёвбургер»                 | В составе Kunteynir                                                        |
| 2008 | «5 лет»                      | В составе Kunteynir                                                        |
| 2013 | «5 лет»                      | Переиздание одноимённого альбома 2008 года с добавлением внерелизных песен |
| 2014 | «Основа»                     | В составе Kunteynir                                                        |
| 2016 | «Последняя запись»           | В составе Kunteynir                                                        |
| 2017 | «Статистика гуся, Часть 1»   | Сольные альбомы                                                            |
| 2017 | «Статистика гуся, Часть 2»   | Сольные альбомы                                                            |
| 2018 | Ru$$ian Tre$hmvn             | Сольные альбомы                                                            |
| 2020 | «Дорога в облака»            | В составе Kunteynir                                                        |
| 2021 | «264.1»                      | Сольный альбом                                                             |
| 2022 | «Кипятильник»                | Совместно с Metox                                                          |
| 2022 | «Порядочный»                 | Сольные альбомы                                                            |
| 2023 | «Что-то с чем-то»            | Сольные альбомы                                                            |
| 2023 | «Каптерка. Пьеса номер один» | Совместно с Metox и Марком                                                 |
| 2024 | «Тархун Прорицателей»        | Совместно с Джедом и Труманом                                              |
| 2024 | «Каптёрка. Чай втроём»       | Совместно с Metox и Марком                                                 |
| 2024 | «Только сегодня (завтра)»    | Совместно с Studmire                                                       |

### Мини-альбомы
| Год  | Название      | Комментарий                    |
| ---- | ------------- | ------------------------------ |
| 2014 | «Зайка EP»    | В составе Kunteynir            |
| 2020 | «В крови»     | Совместно с LuckyProduction    |
| 2022 | «Онлифанс»    | Совместно с WPCWE              |
| 2023 | «Не в теме»   | Совместно с MSTR.FREI и Кайдзю |
| 2024 | «Дико танцуй» | Совместно с MSTR.FREI и Кайдзю |
| 2024 | Gorilla       | Совместно с Sats               |

### Синглы

#### Участие
- 2007 — Рыночные отношения — «Топ девочки» (при участии Kunteynir)
- 2007 — Чёрная экономика — «Баунс на корне» (при участии Kunteynir)
- 2007 — Полумягкие — «За Краснодар» (при участии Паши Техника)
- 2008 — Чёрная экономика — «Возможно педики» (при участии Kunteynir)
- 2008 — Чёрная экономика — «Красная дискотека» (при участии Паши Техника, Труман)
- 2008 — Чёрная экономика — «Баунс на корне Lapti Remix» (при участии Kunteynir)
- 2008 — Чёрная экономика — «Тужурка» (при участии Kunteynir)
- 2008 — Чёрная экономика — «Натали» (при участии Kunteynir)
- 2008 — Чёрная экономика — «Как давно употребляешь?» (при участии Паши Техника)
- 2008 — Чёрная экономика — «Топ девочки» (при участии Паши Техника, Джэд)
- 2008 — Чёрная экономика — «ЧЧЧ» (при участии Kunteynir)
- 2008 — Чёрная экономика — «Азбука» (при участии Kunteynir)
- 2008 — Чёрная экономика — «Банус на корне» (при участии Kunteynir)
- 2013 — Саша Скул — «Кассир во Fred Perry» (при участии Паши Техника, эхопрокуренныхподъездов)
- 2013 — эхопрокуренныхподъездов — «Сам пошурши, я пойду пока покакаю» (при участии Паши Техника, 158)
- 2013 — Полумягкие — «Катах» (при участии Kunteynir)
- 2013 — Цена Смеха — «Елки (Палки)» (при участии Kunteynir, Горка, MC Анюта)
- 2014 — Трагедия всей жизни — «В одних топсайдерах» (при участии Kunteynir)
- 2014 — The Chemodan Clan — «Немелодичный рэп» (при участии Kunteynir)
- 2014 — 3 Ugla — «Залогинился» (при участии Паши Техника)
- 2014 — Алкоголь после спорта — «Колбаса» (при участии Kunteynir)
- 2014 — Алкоголь после спорта — «На самом деле» (при участии Kunteynir)
- 2014 — Алкоголь после спорта — «Чудеса» (при участии Kunteynir, Раскольников)
- 2016 — Замай и Слава КПСС — «Весна» (при участии Паши Техника, СД, MF Док и Овсянкина)
- 2016 — Саша Скул — «Кристалы» (при участии Kunteynir)
- 2016 — Abamaclan A6 — «Секта Звука» (при участии Паши Техника, Шаолинь)
- 2016 — Feduk — «Гуччи Мейн вернулся к маме» (при участии Паши Техника)
- 2017 — ЛСП — «Тиктоник» (при участии Паши Техника)
- 2017 — Гари Гудини — «Мусора» (при участии Паша Техник, Шишкин вес)
- 2018 — Morceau — «Фарту масти» (при участии Znx Gng и Паши Техника)
- 2018 — Adalwolf — «Back On My Fuck Shit» (при участии Паши Техника)
- 2018 — Goody — «Плохой Санта» (при участии Паши Техника)
- 2018 — Adalwolf — «Swagshit» (при участии Паши Техника)
- 2018 — Jewelxess — «Сушка» (при участии Паши Техника)
- 2018 — Моргенштерн — «Город реперов» (при участии Паши Техника)
- 2019 — Avega — «Передай» (при участии Паши Техника, Гради)
- 2020 — CMH — «RPG» (при участии Паши Техника и Инстасамки)
- 2020 — Slaff — «Disharmony» (при участии Паши Техника, Dimv)
- 2021 — Metox — «Отвёртка» (при участии Паши Техника)
- 2021 — Кравц — «Плохой» (при участии Паши Техника)
- 2021 — Tverduy — «Marginal» (при участии Паши Техника)
- 2022 — Metan — «Девчонки дают» (при участии Паши Техника)
- 2022 — Scally Milano — «Codeine» (совм. с Пашей Техником)
- 2022 — Timurka Bits — «Там пончик» (при участии Паши Техника)
- 2022 — Vacío — «Dead inside» (при участии Паши Техника)
- 2022 — Tkachev — «Иди сюда» (при участии Паши Техника)
- 2022 — Scally Milano — «Променяла» (при участии Паши Техника и Uglystephan)
- 2022 — ВесЪ — «На хвосте» (при участии Паши Техника)
- 2022 — Metan — «Девчонки дают» (при участии Паши Техника)
- 2022 — Key Nasty — «Полежи» (при участии Паши Техника)
- 2022 — Marsy — «Перкосет и вода» (при участии Паши Техника)
- 2023 — Слава КПСС — «Обоссаные Дыни» (при участии Паши Техника)
- 2023 — SpaceCave — «Мы парни неправильные» (при участии Паши Техника)
- 2023 — Thrill Pill — "Вязанка " (при участии Паши Техника)
- 2023 — Tricky Crazzy — «Xanax Diss» (при участии Паши Техника, Dirty 14)
- 2023 — Larwa — «Онивезу таблетки» (при участии Паши Техника)
- 2023 — Kongey Dong — «ХОЧУ» (при участии Паши Техника)
- 2023 — Trippin’trips — «Oxycontin» (при участии Паши Техника, Teaching in Trips)
- 2024 — OG Burialground — «Человек с усами» (при участии Паши Техника)
- 2024 — Олег Горячий — «Влюбился» (при участии Паши Техника)
- 2024 — Andrew Moscow — «Каша» (при участии Паши Техника)
- 2024 — Metox — «Холодная Любовь России» (при участии Паши Техника, Марк)
- 2024 — messelean — «pills trouble» (при участии Паши Техника)
- 2024 — Олег Горячий — «Летать» (при участии Паши Техника)
- 2024 — Trust True — «ЕИР» (при участии Паши Техника)
- 2024 — MSTR.FREI — «Отдых 24/7» (при участии Паши Техника, Jax D)
- 2024 — SpaceCave — «Самый дешёвый вискарь» (при участии Паши Техника, khors666)
- 2025 — Ежемесячные — «Свит дримс» (при участии Вертушка Газманова, МОРОК, Паша Техник)
- 2025 — «В Норме» (при участии ТВЁРDЫЙ ZНАК)

#### Сольные синглы
- 2019 — Паша Техник — «Я самый» (при участии LuckyProduction)
- 2020 — Паша Техник — «Нагетсы» (при участии LuckyProduction)
- 2020 — Паша Техник — «Лютые специи» (при участии Vpal’to, Dream)
- 2020 — Паша Техник — «Одинокий»
- 2020 — Паша Техник — «Демоны» (при участии LuckyProduction, MC Кальмар)
- 2020 — Паша Техник — «Кладмен мудак»
- 2021 — Паша Техник — «Я е**л в рот prod. by fd vadim»
- 2021 — Паша Техник — «Обоснуй» (при участии Саня Эбонит)
- 2021 — Паша Техник — «Крупная драка» (при участии LuckyProduction)
- 2022 — Паша Техник — «Прикоп» (при участии LuckyProduction)
- 2022 — Паша Техник — «Стакан шмали» (при участии LuckyProduction)
- 2022 — Паша Техник — «I Can Fly»
- 2024 — Паша Техник — «Простите! prod.by Slava Marlow»
- 2024 — Паша Техник — «Эстеты prod by. $Mokeycorp$» (при участии Фуголь и MC Кальмара)

### Видеография
- 2014 — Kunteynir — «Привет Питер»
- 2014 — Паша Техник — «Хочешь быть сильным»
- 2014 — Паша Техник — «За кем стоит андеграунд (versusbattle)»
- 2017 — Паша Техник — «Гречка»
- 2017 — Паша Техник — «Нужен Xanax»
- 2018 — Паша Техник — «Я роняю тренды (Face Cover)»
- 2018 — Паша Техник — «Цвет настроения синька»
- 2018 — Goody при уч. Паши Техника — «Плохой Санта»
- 2019 — Avega, Паша Техник и Гради — «Передай»
- 2019 — Паша Техник и Lil Dozzzhd — «Vsevolod»[124]
- 2020 — CMH, Инстасамка и Паша Техник — «RPG»
- 2020 — «Джаро & Ханза» при уч. Паши Техника — «Историческая Ххйня»
- 2020 — Сява при уч. Паши Техника — «Прёт»
- 2020 — Kunteynir — «Не прут колёса»
- 2021 — Паша Техник — «Я ебал в рот»
- 2021 — Кравц и Паша Техник — «Плохой»
- 2022 — Key Nasty и Паша Техник — «Полежи»
- 2022 — Паша Техник — «Не надо»

## Рэп-баттлы

### Versus Battle
| Соперник | Дата выхода | Результат | Прим.   |
| -------- | ----------- | --------- | ------- |
| Брол     | 18 мая 2014 | Поражение | [ 125 ] |

### FreeWay Battle
| Соперник           | Дата выхода      | Прим.   |
| ------------------ | ---------------- | ------- |
| Николай Должанский | 16 сентября 2016 | [ 126 ] |

## Бои

### НФР«Высокие ставки»
| Соперник       | Дата выхода    | Результат | Прим.  |
| -------------- | -------------- | --------- | ------ |
| Михаил Вахнеев | 20 апреля 2019 | Победа    | [ 32 ] |

### Arena
| Соперник     | Дата выхода  | Результат | Прим.   |
| ------------ | ------------ | --------- | ------- |
| D’yadya J.i. | 22 июня 2022 | Поражение | [ 127 ] |

## Фильмография
| Год  |     | Название             | Роль                 |
| ---- | --- | -------------------- | -------------------- |
| 2018 | кор | Затерянный в темноте | Он                   |
| 2019 | с   | Последний рейв       | Неназванный персонаж |
| 2025 | с   | Октагон              | Сокамерник           |
| 2025 | док | Паша Техник Фильм    | Сам себя             |